# Бьелица, Неманья
Не́манья Бье́лица (серб. Немања Бјелица; род. 9 мая 1988, Белград) — сербский баскетболист, игравший на позиции тяжёлого и лёгкого форварда. Был выбран на драфте НБА 2010 года во втором раунде под общим 35-м номером клубом «Вашингтон Уизардс».

## Клубная карьера

### Трайскирхен Лайонс (2007—2008)
Бьелица начал заниматься баскетболом в баскетбольной школе Аца Янича, а затем перешел в молодежную систему БК «Партизан».
Профессиональную карьеру Бьелица начал в сезоне 2007/2008 в австрийском клубе «Трайскирхен Лайонс», набирая в среднем 8,5 очка в 26 матчах.

### Црвена звезда (2008—2010)
После одного сезона за границей Бьелица вернулся в сербскую команду «Црвена звезда» и провел в ней два успешных сезона под руководством главного тренера Светислава Пешича. В сезоне 2008/09 Бьелица совершил прорыв и завоевал место в основном составе. Особенно его отметили в Еврокубке за попадания с дальней дистанции. Позднее Бьелица назвал тренера Пешича одной из главных причин своего совершенствования как игрока. Тренер Пешич доверял Бьелице мяч и неоднократно предоставлял Бьелице роль основного разыгрывающего, что способствовало развитию игрока как плеймейкера.
Неманья Бьелица был выбран под тридцать пятым номером на драфте НБА 2010 года «Вашингтон Уизардс». В результате обмена «Вашингтон Уизардс» переуступил права на игрока «Миннесоте Тимбервулвз».

### Баскония (2010—2013)
В августе 2010 года Бьелица подписал пятилетний контракт с испанским клубом «Баскония». В первом сезоне Бьелица не получал много игрового времени, играя в среднем всего 9 минут за игру. Во втором сезоне в составе «Басконии» он набирал в среднем 4,8 очка за игру при 56% попаданий с игры и 47% попаданий с трехочковой дистанции, набирая три очка за 13 минут игры. Третий и последний сезон в «Басконии» стал для игрока самым успешным: он сыграл в 26 матчах, набирая в среднем 9,9 очка, 4,8 подбора, 1,3 передачи и 1 перехват за игру при 46% попаданий с игры.

### Фенербахче (2013—2015)
22 июля 2013 года Бьелица подписал трехлетний контракт с турецкой командой «Фенербахче», которую возглавлял один из величайших европейских тренеров Желько Обрадович. Бьелица назвал Обрадовича главной причиной, по которой он не уехал в НБА. В сезоне 2013/14 Бьелица сразу же стал одним из ключевых игроков «Фенербахче», набирая в среднем за карьеру 10,4 очка, 6,1 подбора, 2,2 передачи и 1,6 перехвата за игру в 24 матчах Евролиги.
В следующем сезоне в игре Бьелицы наметился наибольший прогресс. 30 марта 2015 года он был признан MVP месяца Евролиги за март, что стало первой подобной ежемесячной наградой в его карьере. За 4 мартовских матча он набирал в среднем 15 очков, 9 подборов, 3 передачи и 1 блок за игру. В мае 2015 года Бьелица был выбран в Первую сборную Евролиги за свои выступления в течение сезона. В итоге Бьелица был признан MVP Евролиги по итогам сезона. «Фенербахче» также вышел в Финал четырех Евролиги, впервые в истории команды. Однако 15 мая 2015 года в полуфинале они уступили мадридскому «Реалу» со счетом 87-96. В итоге «Фенербахче» занял 4-е место, проиграв в матче за третье место московскому «ЦСКА» со счетом 80-86. Бьелица провел свой лучший сезон с момента прихода в клуб, набирая в среднем 12,1 очка, 8,5 подбора, 1,9 передачи и 1,3 перехвата за игру. Однако «Фенербахче» закончил сезон без трофеев, уступив в полуфинальной серии чемпионата Турецкой лиги будущему чемпиону «Каршияке».
1 июля 2015 года Бьелица расторг контракт с «Фенербахче», чтобы играть в НБА.

### Миннесота Тимбервулвз (2015—2018)
14 июля 2015 года Бьелица подписал контракт с «Тимбервулвз». Его дебют в НБА состоялся в матче-открытии сезона 28 октября против «Лос-Анджелес Лейкерс», в котором он набрал 8 очков, сделал 5 подборов и помог своей команде одержать победу со счётом 112:111.
7 ноября 2015 года Бьелица провел лучший матч сезона, набрав 17 очков, 11 подборов, 5 передач, 1 перехват и 1 блок в игре против «Чикаго Буллз». 7 апреля 2016 года он набрал максимальные в сезоне 18 очков в игре против «Сакраменто Кингз». Четыре дня спустя он набрал 11 очков и сделал 14 подборов в матче с «Хьюстон Рокетс».
13 ноября 2016 года Бьелица первый раз в карьере в НБА вышел в стартовой пятерке, набрав 24 очка в победе над «Лос-Анджелес Лейкерс». 16 марта 2017 года Бьелица выбыл из строя до конца сезона 2016/17 из-за травмы левой стопы. Через пять дней ему была сделана операция по восстановлению перелома плюсневой кости левой стопы.
Бьелица пропустил 15 игр в ноябре и декабре сезона 2017/18 из-за растяжения связок левой стопы. 8 марта 2018 года он набрал максимальные в карьере 30 очков при 11 точных попаданиях из 16, включая 6 из 9 с 3-очковой дистанции, в матче с «Бостон Селтикс». Он также сделал 12 подборов, записав на свой счет первую игру в НБА с 20 очками и 10 подборами.

### Сакраменто Кингз (2018—2021)
21 июля 2018 года, спустя несколько дней после отказа от сделки с «Филадельфией Севенти Сиксерс» и намерения вернуться в Европу, Бьелица подписал трехлетний контракт с «Сакраменто Кингз» на сумму 20,5 миллионов долларов. В своем первом сезоне в клубе Бьелица набирал в среднем 9,6 очка, 5,8 подбора и 1,9 передачи за игру.
Сезон 2019/20 стал лучшим для Бьелицы с момента его прихода в НБА: в 72 матчах он набирал в среднем 11,5 очка, 6,4 подбора и 2,8 передачи. В марте сезон был приостановлен из-за пандемии COVID-19, и клуб «Сакраменто Кингз» был приглашен в «НБА Баббл 2020», в котором приняли участие 22 команды. В итоге «Кингз» не смогли попасть в плей-офф и завершили сезон с результатом в 31 победу и 41 поражение.

### Майами Хит (2021)
В марте 2021 года Бьелица был обменян в «Майами Хит» на Мориса Харклесса и Криса Силву.

### Голден Стэйт Уорриорз (2021—2022)
6 августа 2021 года Бьелица подписал контракт с «Голден Стэйт Уорриорз». 19 октября 2021 года Бьелица дебютировал за «Уорриорз» в матче-открытии сезона против «Лос-Анджелес Лейкерс», оформив дабл-дабл со скамейки запасных (15 очков и 11 подборов). Бьелица стал первым игроком, оформившим дабл-дабл, выйдя со скамейки запасных в дебюте за «Уорриорз» со времен Сэма Уильямса (16 очков, 12 подборов) 30 октября 1981 года.
В финале НБА 2022 года Бьелица сдержал звезду «Селтикс» Джейсона Тейтума, который сделал 6 промахов и допустил 4 потери.
Бьелица после завоеванного чемпионства стал на тот момент четвертым игроком НБА из Сербии, выигравшим чемпионат, наряду с Дарко Миличичем, Предрагом Стояковичем и Огненом Кузьмичем.

### Возвращение в «Фенербахче» (2022—2023)
9 августа 2022 года Бьелица подписал двухлетнее соглашение с «Фенербахче», где он был признан MVP Евролиги в сезоне 2014/15. Бьелица дебютировал в сезоне 3 марта 2023 года, пропустив большую часть сезона из-за травмы икры.
12 сентября 2023 года Бьелица был отчислен «Фенербахче».

### Возвращение в «Црвену звезду» (2023—настоящее время)
12 сентября 2023 года, через несколько часов после отчисления из «Фенербахче», Бьелица подписал контракт с клубом «Црвена звезда».
В марте 2024 года объявил о завершении карьеры.

## Сборная Сербии
На летней универсиаде 2009 года в Белграде завоевал золото. Первое крупное выступление в мужской сборной Сербии — чемпионат Европы 2009 года в Польше, на котором завоевал серебро.

## Статистика

### Статистика в НБА
| Сезон                                                                                    | Команда      | Регулярный сезон | Регулярный сезон | Регулярный сезон | Регулярный сезон | Регулярный сезон | Регулярный сезон | Регулярный сезон | Регулярный сезон | Регулярный сезон | Регулярный сезон | Регулярный сезон | Серия плей-офф | Серия плей-офф | Серия плей-офф | Серия плей-офф | Серия плей-офф | Серия плей-офф | Серия плей-офф | Серия плей-офф | Серия плей-офф | Серия плей-офф | Серия плей-офф |
| Сезон                                                                                    | Команда      | GP               | GS               | MPG              | FG%              | 3P%              | FT%              | RPG              | APG              | SPG              | BPG              | PPG              | GP             | GS             | MPG            | FG%            | 3P%            | FT%            | RPG            | APG            | SPG            | BPG            | PPG            |
| ---------------------------------------------------------------------------------------- | ------------ | ---------------- | ---------------- | ---------------- | ---------------- | ---------------- | ---------------- | ---------------- | ---------------- | ---------------- | ---------------- | ---------------- | -------------- | -------------- | -------------- | -------------- | -------------- | -------------- | -------------- | -------------- | -------------- | -------------- | -------------- |
| 2015/16                                                                                  | Миннесота    | 60               | 0                | 17,9             | 46,8             | 38,4             | 72,7             | 3,5              | 1,4              | 0,4              | 0,4              | 5,1              | Не участвовал  | Не участвовал  | Не участвовал  | Не участвовал  | Не участвовал  | Не участвовал  | Не участвовал  | Не участвовал  | Не участвовал  | Не участвовал  | Не участвовал  |
| 2016/17                                                                                  | Миннесота    | 65               | 1                | 18,3             | 42,4             | 31,6             | 73,8             | 3,8              | 1,2              | 0,6              | 0,3              | 6,2              | Не участвовал  | Не участвовал  | Не участвовал  | Не участвовал  | Не участвовал  | Не участвовал  | Не участвовал  | Не участвовал  | Не участвовал  | Не участвовал  | Не участвовал  |
| 2017/18                                                                                  | Миннесота    | 67               | 21               | 20,5             | 46,1             | 41,5             | 80,0             | 4,1              | 1,3              | 0,7              | 0,2              | 6,8              | 5              | 0              | 9,4            | 43,8           | 57,1           | 71,4           | 3,0            | 0,6            | 0,6            | 0,0            | 4,6            |
| 2018/19                                                                                  | Сакраменто   | 77               | 70               | 23,2             | 47,9             | 40,1             | 76,1             | 5,8              | 1,9              | 0,7              | 0,7              | 9,6              | Не участвовал  | Не участвовал  | Не участвовал  | Не участвовал  | Не участвовал  | Не участвовал  | Не участвовал  | Не участвовал  | Не участвовал  | Не участвовал  | Не участвовал  |
| 2019/20                                                                                  | Сакраменто   | 72               | 67               | 27,9             | 48,1             | 41,9             | 82,1             | 6,4              | 2,8              | 0,9              | 0,6              | 11,5             | Не участвовал  | Не участвовал  | Не участвовал  | Не участвовал  | Не участвовал  | Не участвовал  | Не участвовал  | Не участвовал  | Не участвовал  | Не участвовал  | Не участвовал  |
| 2020/21                                                                                  | Сакраменто   | 26               | 1                | 16,9             | 46,0             | 29,3             | 76,2             | 3,8              | 1,9              | 0,3              | 0,1              | 7,2              | Не участвовал  | Не участвовал  | Не участвовал  | Не участвовал  | Не участвовал  | Не участвовал  | Не участвовал  | Не участвовал  | Не участвовал  | Не участвовал  | Не участвовал  |
| 2020/21                                                                                  | Майами       | 11               | 2                | 14,2             | 43,5             | 37,0             | 55,6             | 2,5              | 1,8              | 0,6              | 0,3              | 5,0              | 2              | 0              | 15,0           | 45,5           | 50,0           | 66,7           | 2,5            | 1,0            | 1,0            | 0,5            | 9,0            |
| 2021/22                                                                                  | Голден Стэйт | 71               | 0                | 16,1             | 46,8             | 36,2             | 72,8             | 4,1              | 2,2              | 0,6              | 0,4              | 6,1              | 15             | 0              | 10,0           | 52,9           | 37,5           | 57,1           | 2,1            | 1,1            | 0,3            | 0,1            | 2,9            |
|                                                                                          | Всего        | 449              | 162              | 20,4             | 46,6             | 38,4             | 75,9             | 4,6              | 1,8              | 0,6              | 0,4              | 7,6              | 22             | 0              | 10,3           | 49,2           | 47,8           | 65,0           | 2,3            | 1,0            | 0,4            | 0,1            | 3,8            |
| Наведите курсор мыши на аббревиатуры в заголовке таблицы, чтобы прочесть их расшифровку. |              |                  |                  |                  |                  |                  |                  |                  |                  |                  |                  |                  |                |                |                |                |                |                |                |                |                |                |                |

### Статистика в других лигах
| Сезон | Команда              | Лига                 | GP  | GS  | MPG  | FG%  | 3P%  | FT%   | RPG | APG | SPG | BPG | PFL | TOV | PPG  |
| --- | -------------------- | -------------------- | --- | --- | ---- | ---- | ---- | ----- | --- | --- | --- | --- | --- | --- | ---- |
| 2008/09 | Црвена звезда        | Кубок Европы         | 12  | 0   | 14,0 | 38,1 | 44,4 | 78,3  | 1,8 | 0,7 | 0,1 | 0,3 | 2,6 | 2,0 | 4,8  |
| 2009/10 | Црвена звезда        | Кубок Европы         | 12  | 5   | 23,3 | 40,2 | 23,5 | 66,7  | 5,8 | 2,0 | 1,0 | 0,3 | 2,2 | 1,7 | 8,5  |
| 2010/11 | Все клубы            | Все лиги             | 34  | 3   | 10,5 | 48,1 | 37,8 | 60,0  | 1,9 | 0,5 | 0,3 | 0,0 | 2,1 | 0,5 | 2,9  |
| 2010/11 | Каха Лабораль        | Чемпионат Испании    | 22  | 1   | 11,3 | 55,0 | 43,3 | 66,7  | 2,0 | 0,5 | 0,3 | 0,0 | 2,1 | 0,7 | 3,9  |
| 2010/11 | Каха Лабораль        | Евролига             | 12  | 2   | 8,9  | 23,5 | 14,3 | 50,0  | 1,7 | 0,6 | 0,3 | 0,0 | 2,1 | 0,1 | 1,0  |
| 2011/12 | Все клубы            | Все лиги             | 52  | 21  | 17,9 | 42,3 | 30,6 | 72,5  | 3,5 | 0,8 | 0,7 | 0,3 | 2,5 | 0,7 | 6,2  |
| 2011/12 | Каха Лабораль        | Чемпионат Испании    | 40  | 16  | 18,9 | 40,1 | 27,5 | 72,3  | 3,9 | 0,8 | 0,6 | 0,3 | 2,6 | 0,8 | 6,4  |
| 2011/12 | Каха Лабораль        | Евролига             | 10  | 5   | 16,2 | 52,2 | 40,9 | 75,0  | 2,5 | 1,0 | 1,2 | 0,4 | 2,2 | 0,6 | 6,0  |
| 2011/12 | Каха Лабораль        | Кубок Испании        | 2   | 0   | 6,6  | 50,0 | 66,7 | -     | 1,0 | 0,0 | 0,0 | 0,0 | 1,5 | 0,0 | 3,0  |
| 2012/13 | Все клубы            | Все лиги             | 61  | 18  | 23,7 | 45,0 | 36,2 | 72,0  | 5,2 | 1,2 | 0,8 | 0,3 | 3,0 | 1,3 | 9,9  |
| 2012/13 | Каха Лабораль        | Чемпионат Испании    | 33  | 8   | 24,2 | 44,5 | 40,0 | 68,8  | 5,7 | 1,1 | 0,7 | 0,3 | 3,3 | 1,3 | 9,8  |
| 2012/13 | Каха Лабораль        | Евролига             | 26  | 10  | 22,7 | 45,5 | 31,3 | 75,0  | 4,7 | 1,3 | 1,0 | 0,3 | 2,5 | 1,2 | 10,0 |
| 2012/13 | Каха Лабораль        | Кубок Испании        | 2   | 0   | 26,9 | 46,2 | 36,4 | 100,0 | 3,5 | 2,5 | 1,0 | 1,0 | 3,5 | 2,5 | 9,0  |
| 2013/14 | Все клубы            | Все лиги             | 61  | 37  | 22,2 | 48,7 | 40,7 | 81,0  | 6,0 | 2,0 | 0,8 | 0,5 | 2,6 | 1,4 | 9,2  |
| 2013/14 | Фенербахче           | Чемпионат Турции     | 37  | 19  | 20,3 | 49,8 | 40,0 | 77,8  | 5,9 | 1,8 | 0,7 | 0,6 | 2,6 | 1,3 | 8,4  |
| 2013/14 | Фенербахче           | Евролига             | 24  | 18  | 25,1 | 47,4 | 41,6 | 84,6  | 6,1 | 2,2 | 1,0 | 0,4 | 2,6 | 1,4 | 10,4 |
| 2014/15 | Все клубы            | Все лиги             | 63  | 48  | 26,3 | 54,0 | 37,2 | 70,8  | 8,2 | 1,8 | 1,0 | 0,5 | 2,7 | 1,3 | 11,5 |
| 2014/15 | Фенербахче           | Чемпионат Турции     | 34  | 28  | 25,1 | 58,2 | 39,3 | 74,4  | 8,0 | 1,7 | 0,7 | 0,4 | 3,0 | 1,2 | 11,1 |
| 2014/15 | Фенербахче           | Евролига             | 29  | 20  | 27,7 | 49,8 | 34,7 | 68,4  | 8,5 | 1,9 | 1,3 | 0,7 | 2,3 | 1,5 | 12,1 |
| 2022/23 | Все клубы            | Все лиги             | 8   | 0   | 9,0  | 36,4 | 14,3 | 28,6  | 2,1 | 0,9 | 0,3 | 0,1 | 0,8 | 0,8 | 2,4  |
| 2022/23 | Фенербахче           | Евролига             | 7   | 0   | 8,5  | 40,0 | 16,7 | 40,0  | 2,1 | 0,9 | 0,3 | 0,1 | 0,7 | 0,7 | 2,7  |
| 2022/23 | Фенербахче           | Чемпионат Турции     | 1   | 0   | 12,5 | 0,0  | 0,0  | 0,0   | 2,0 | 1,0 | 0,0 | 0,0 | 1,0 | 1,0 | 0,0  |
| Всего | Всего                | Всего                | 303 | 132 | 20,7 | 47,4 | 36,1 | 72,1  | 5,1 | 1,3 | 0,7 | 0,4 | 2,6 | 1,1 | 8,2  |
| В Евролиге | В Евролиге           | В Евролиге           | 108 | 55  | 21,5 | 47,2 | 35,0 | 71,5  | 5,3 | 1,5 | 1,0 | 0,4 | 2,3 | 1,1 | 8,8  |
| В Кубке Европы | В Кубке Европы       | В Кубке Европы       | 24  | 5   | 18,6 | 39,6 | 30,8 | 71,7  | 3,8 | 1,3 | 0,5 | 0,3 | 2,4 | 1,8 | 6,7  |
| В чемпионате Испании | В чемпионате Испании | В чемпионате Испании | 95  | 25  | 19,0 | 43,9 | 35,6 | 70,5  | 4,1 | 0,8 | 0,5 | 0,3 | 2,7 | 0,9 | 7,0  |
| В чемпионате Турции | В чемпионате Турции  | В чемпионате Турции  | 72  | 47  | 22,5 | 53,9 | 39,5 | 74,4  | 6,8 | 1,8 | 0,7 | 0,5 | 2,8 | 1,3 | 9,6  |
| Наведите курсор мыши на аббревиатуры в заголовке таблицы, чтобы прочесть их расшифровку Статистика приведена с сайта basketball.realgm.com |                      |                      |     |     |      |      |      |       |     |     |     |     |     |     |      |